# IC 450
IC 450 ist eine linsenförmige Galaxie mit aktivem Galaxienkern vom Hubble-Typ S0/a im Sternbild Giraffe am Nordsternhimmel. Sie ist rund 267 Millionen Lichtjahre von der Milchstraße entfernt und hat einen Durchmesser von etwa 70.000 Lichtjahren.

Im selben Himmelsareal befindet sich unter anderem die Galaxie IC 451.
Das Objekt wurde im Jahr 1890 vom britischen Astronomen William Frederick Denning entdeckt.